# Медаль за Ватерлоо
Медаль за Ватерлоо — британская медаль, которой награждались все офицеры, унтер-офицеры и солдаты британской армии (включая военнослужащих Королевского Германского легиона, КГЛ), которые участвовали в одном или нескольких из следующих сражений: битва при Линьи (16 июня 1815 года), битва при Катр-Бра (16 июня 1815 года) и битва при Ватерлоо (18 июня 1815 года).

## История
После победы в Ватерлоо палата общин проголосовала за то, чтобы учредить медаль для всех, кто участвовал в кампании. Поддержку оказал Герцог Веллингтон, который 28 июня 1815 года написал герцогу Йоркскому с предложением:
… целесообразно вручить унтер-офицерам и солдатам, участвовавшим в битве при Ватерлоо, медали. Я убежден, что это произвело бы прекрасный эффект в армии, и если битва решит наши проблемы, они вполне заслуживают этого.
17 сентября 1815 года герцог Веллингтон написал министру обороны:
Я рекомендую, чтобы для всех нас была одинаковая медаль, прикреплённая к такой же ленте, что сейчас используется для [Армейской золотой] медали.
23 апреля 1816 года в газете The London Gazette было объявлено, что принц-регент рад объявить, что от имени и по поручению Его Величества учреждена медаль за Ватерлоо, которой будут награждены все офицеры, унтер-офицеры и солдаты британская армия (включая членов Королевского Германского легиона, КГЛ), которые участвовали в одном или нескольких из следующих сражений: Линьи (16 июня 1815 года), Катр-Бра (16 июня 1815 года) и Ватерлоо (18 июня 1815 года). Каждому солдату также было дополнительно начислено два годы службы и соответствующая оплата для учёта старшинства и начисления пенсии, и их называли «Люди Ватерлоо» (англ. Waterloo Men).
Это была первая медаль, выданная британским правительством всем солдатам, участвовавшим в боях. Общевойсковая медаль выдавалась и за более ранние сражения, но она была выпущена только в 1848 году. Медаль за Ватерлоо была также первой медалью, вручаемой ближайшим родственникам погибших в бою.
Во времена учреждения этой медали, когда подобный демократизм ещё далеко не был нормой, она была очень популярна среди её получателей, хотя ветераны Пиренейской войны, возможно, чувствовали разочарование из-за того, что те, кто присутствовал только в Ватерлоо — а многие из них были новобранцами — получили такое публичное признание своих достижений. В то же время те, кто испытал тяготы и лишения всей войны, не имели никакого признания их заслуг, кроме тринадцати благодарностей от парламента.

## Число награждённых
Всего было выпущено 39 000 медалей, не все из которых были вручены. Около 6000 были вручены кавалерии; 4000 гвардейской пехоте; 16 000 пехотным линейным полкам; 5000 артиллеристам и 6500 солдатам КГЛ. Вместе со штабными служащими, сапёрами и минёрами и восемью ротами солдат, связанных с логистикой (Королевский военный обоз), было награждено в общей сложности около 38 500 человек.

## Внешний вид
Медаль изготовлена из серебра и имеет диаметр 37 мм (1,5 ″). Разработка эскиза медали была поручена Томасу Уайону, недавно назначенному главным гравёром Королевского монетного двора. Первоначально предполагалось делать медали из бронзы, но позже было принято решение чеканить их из чистого серебра. Дизайн медали был следующим:
- Аверс: изображение принца-регента, расположенное слева, с надписью «GEORGE P. REGENT».

- Реверс: фигура Победы, сидящая на постаменте со словами «WELLINGTON» вверху, «WATERLOO» и датой «18 июня 1815 года» внизу. Дизайн основывался на древнегреческой монете из Элиды, которая сейчас находится в коллекции Британского музея[3][10].

- Подвеска: лента проходит через большое железное кольцо вверху медали, прикреплённое к медали с помощью стального зажима. Многие получатели заменяли его более богато украшенной серебряной подвеской.

- Лента: 37 миллиметров (1,5 ″) шириной малинового цвета с тёмно-синими краями, каждый приблизительно 7 миллиметров (0,28 ″) шириной. Эта «военная лента» также использовалась для золотой армейской медали, а затем для общевойсковой медали[англ.]. Медали не была приспособлена для орденской планки; она постоянно носилась на форме[4].

Это была первая медаль, на которой по краю были выбиты звание, имя и полк получателя. Машина для нанесения имён была разработана и изготовлена двумя работниками Королевского монетного двора, Томасом Джеромом и Чарльзом Харрисоном. Она впечатывала, довольно глубоко, заглавные буквы с засечками с промежутком с обоих концов, заполненным звёздами.
Дизайн медали, включая размер, металл и именную надпись, стал образцом для большинства будущих британских медалей, вручаемых за участие в кампаниях.

## Другие медали за Ватерлоо
Семь стран-участниц Седьмой коалиции учредили медали для своих солдат, которые принимали участие в кампании:
1. Данная медаль для британских солдат и КГЛ
2. Медаль за Ватерлоо (Брауншвег)[англ.]
3. Ганноверская медаль за Ватерлоо[англ.]
4. Медаль за Ватерлоо (Нассау)[англ.]
5. Серебряный мемориальный крест[англ.] Нидерландов, 1813—1815 гг. (нидерл. Zilveren Herdenkingskruis), учреждён в 1865 г.
6. Прусская памятная медаль за кампанию 1813—15[нем.] (нем. Kriegsdenkmünze)
7. Медаль герцогства Саксен-Гота-Альтенбург, 1814—15

### Комментарии
1. ↑  Находившиеся в резерве под командованием сэра Чарльза Колвилла в Халле также имели право на медаль, если они служили в следующих полках и батальонах: 35-й пехотный полк[англ.], 2-й батальон; 54-й пехотный полк[англ.], 1-й батальон; 59-й пехотный полк[англ.], 2-й батальон; 91-й пехотный полк[англ.], 1-й батальон. Однако этим полкам не было позволено носить на своих знаменах слово «Ватерлоо», как было указано в приказе Военного министерства от 23 декабря 1815 года (Royal Numismatic Society 1869, С. 110).
2. ↑  англ. Fine silver, серебро 999 пробы. Оно мягче и более подвержено износу, чем стерлинг (серебро 925 пробы), использовавшийся для более поздних медалей. См. Orders & Medals Research Society Journal, июнь 2015, стр. 117.